# Polnische Wachkompanie
Polnische Wachkompanien waren Wachmannschaften bei den amerikanischen Besatzungsstreitkräften in Deutschland. Sie wurden aufgrund eines Abkommens zwischen der polnischen Exilregierung und der US-Regierung im Mai 1945 gegründet. Sie waren den Amerikanern unterstellt.
Die Wachkompanien trugen schwarz gefärbte amerikanische Uniformen mit einem Poland-Aufnäher und waren für die Bewachung deutscher Kriegsgefangener und amerikanischer Militärbasen zuständig. Sie bestanden aus polnischen Konzentrationslagerhäftlingen, Kriegsgefangenen, Zwangsarbeitern, Flüchtlingen vor dem Kommunismus in Polen sowie aus Soldaten der NSZ-ZJ Heilig-Kreuz-Brigade. 1946 zählten die Kompanien ca. 40.000 Mann. Bis Dezember 1947 verringerte sich ihre Zahl auf 11–12 Tsd.
Von 1946 bis 1951 bewachten sie unter anderem die amerikanische Militärbasis in Herzogenaurach (Herzo Base).